# خزنده‌سپردار
خزنده‌سپردار یا ساروپلتا (نام علمی: Sauropelta) نام یک سرده از راسته پرنده‌کفلان است.
خزنده‌سپردار از برجسته‌خزندگان بزرگ و گردن‌دراز آمریکای شمالی بود. به‌لطف یک سنگواره‌ی سالم این جانور، که جمجمه‌ی تقریباً کاملش هم باقی مانده‌است، شناخت کمابیش خوبی از ساختار بدنش داریم.
خزنده‌سپردار در مقایسه با بیشتر برجسته‌خزندگان دیگر دندان‌های بیشتری در آرواره‌ی پایینش داشت. عقب جمجمه‌اش خیلی پهن‌تر از پوزه‌اش بود و بالای جمجمه هم تخت بود. روی بدن و دمش را صفحه‌های استخوانی بیضی‌شکلی پوشانده بودند؛ صفحه‌هایی که یک پوشش زرهی پیوسته می‌ساختند. در گذشته گمان می‌کردند که در هر طرف گردن خزنده‌سپردار فقط یک ردیف تیغ بود، اما مطالعات تازه نشان داده‌اند که دو ردیف تیغ در هر طرف وجود داشتند. این تیغ‌ها سلاح‌هایی سهمگین بودند. تیغ‌های بلند و مخروطی بالاسو و پهلوسو روی گردن و شانه‌هایش دیده می‌شدند. دم نسبتاً درازش هم بیش از ۴۰ مهره داشت.